# Мицумаса Йонаи
Мицумаса Йонаи (на японски: 米内光政; 2 март 1880 – 20 април 1948) е японски офицер (адмирал) и политик: 37-и министър-председател на страната (16 януари – 22 юли 1940), заместник министър-председател, министър на военноморския флот.

## Военна кариера
Роден е на 2 март 1880 г. в гр. Мориока (префектура Ивате) като първи син в семейството на бивш самурайски слуга на клана Намбу. През 1901 г. се допломира от 29-ия випуск на Императорската военноморска академия, където е 68-и от 115 кадети. След служба като мичман на корветата „Конго“ и крайцера „Токива“, през януари 1903 г. е повишен в мичман първи клас. По време на Руско-японската война (1904 – 1905) заема административни позиции, а впоследствие отново се качва на кораб – разрушителя „Инадзума“ и крайцера „Ивате“. След войната служи като главен офицер, отговарящ за артилерията на крайцера „Ниитака“, броненосеца „Шикишима“ и крайцера „Тоне“. След повишаването му в капитан-лейтенант през декември 1912 г., той завършва Военноморския колеж и е изпратен за военноморски аташе в Русия, където остава от 1915 до 1917 г. Докато е на този пост Йонаи е повишен в чин капитан трети ранг, а след Октомврийската революция (1917) в Русия е отзован в Япония и назначен за помощник-командир на броненосеца „Асахи“. Издига се до чин капитан първи ранг през декември 1920 г., а в 1921 – 1922 г. е изпратен отново за военноморски аташе в Европа – този път в Полша. След завръщането си в Япония командва последователно крайцерите „Касуга“ (1922 – 1923), „Ивате“ (1923 – 1924) и линейните кораби „Фусо“ (1924) и „Муцу“ (1924 – 1925). Йонаи е повишен в чин контраадмирал на 1 декември 1925 г. През декември 1926 г. става началник на Трета секция на Генералния щаб на японските императорски военноморски сили. В декември 1928 г. е назначен за командващ Първи експедиционен флот, който заминава за река Яндзъ в Китай. След успеха на тази мисия е повишен във вицеадмирал през декември 1930 г. и изпратен за командир на Чинкайската военна станция в Корея. През декември 1932 г. Йонаи поема командването на Трети флот, а след това това на Военноморски окръг Сасебо (ноември 1933), Втори флот (ноември 1934) и Военноморски окръг Йокосука (декември 1935), преди да получи назначение като командващ Обединения флот и едновременно това на Първи флот през декември 1936 г. Докато е в Сасебо, японския военноморски флот е разтърсен от т.нар. Инцидент Томодзуру, когато се установява, че в дизайна на торпедните катери от клас „Чидори“ има проблеми, а това на свой ред довежда до въпроси относно дизайна и конструирането на много от корабите в японския флот. Докато е на поста си в Йокосука, в Токио избухва т.нар. Инцидент от 26 февруари. В нощта, когато започва опита за държавен преврат, Йонаи е при любовницата си в квартала „Шимбаши“, само на няколко улици от мястото на инцидента, но не разбира нищо до връщането си в базата на следващата сутрин.

## Политическа кариера
През април 1937 г. Йонаи е повишен в чин адмирал и назначен за министър на военноморския флот в правителството на Сенджуро Хаяши – пост, който запазва до август 1939 г. в кабинетите на Фумимаро Коное и Киичиро Хиранума. След като Нобуюки Абе застава начело на правителството, Йонаи остава във Върховния военен съвет. Като министър той е известен като човек, който говори изключително малко, а кратките си речи произнася с трудно разбираемия намбу-акцент. По време, когато японската армия изглежда изцяло заета с кампаниите си в Китай Йонаи изразява безпокойство от нарастващото напрежение между Япония от една страна и Великобритания и САЩ от друга. Усилията му да лобира за мира обаче, накърняват неговия авторите сред крайните националисти, и той става обект на няколко опита за покушение. Йонаи обаче подкрепя строителството на броненосци от клас „Ямато“ в усилие да поддържа военния баланс в света с другите морски сили.

## Министър-председател
Мицумаса Йонаи е назначен за министър-председател на 6 януари 1940 г., до голяма степен с подкрепата на император Хирохито. На този пост той продължава силната си пробританска и проамериканска политика, която е отстоявал като министър и продължава да се противопоставя остро на Тристранния пакт с нацистка Германия и фашистка Италия. Под натиска на прогермански настроените кръгове, което доминират в армията, Йонаи е принуден да подаде оставка на 21 юли 1940 г., а на 27 септември същата година Япония се присъединява към Тристранния пакт.

## Късни години
След падането на правителството на Хидеки Тоджо през юли 1944 г., Йонаи е назначен за вицепремиер в кабинета на Куниаки Коисо, и възстановен на действителна военна служба, а в кабинета на Кантаро Судзуки ръководи Министерството на военноморския флот. В последните месеци преди капитулацията на Япония, Йонаи взема страната на страната на премиера Судзуки и външния министър Шигенори Того, подкрепящи приемането на Потсдамската декларация, срещу която се обявяват военния министър Коречика Анами, началникът на Генералния щаб Соеми Тойода и генерал Йошиджиро Умедзу. Йонаи остава на поста си и в правителствата на принц Нарухико Хигашикуни и Киджуро Шидехара, и през това време ръководи окончателното разформироване на Императорския военноморски флот. Играе голяма роля по време на токийските процеси срещу военнопрестъпниците в работа с основните обвиняеми, като Хидеки Тоджо, за да координира техните показания така, че император Хирохито да бъде освободен от обвинения. След войната Йонаи посвещава остатъка от живота си за възстановяване на опустошената страна. През по-голямата част от живота си той страда от високо кръвно налягане, но умира от пневмония на 68-годишна възраст през 1948 г. Гробът му е в неговия роден град Мориока.